# Краєв Дмитро Володимирович
Краєв Дмитро Володимирович — ветеран військової служби, полковник морської піхоти Росії, командир 810-ї бригади морської піхоти Чорноморського флоту РФ у 2003—2006 рр.
25 червня 2011 р. Указом Президента Росії Дмитра Медведєва призначений командиром 18-ї кулеметно-артилерійської дивізії, що дислокується у селі Гарячі ключі на острові Ітуруп Курильського архіпелагу. Присвоєно військове звання генерал-майор.
Бере участь у діяльності російського православного Фонду допомоги ветеранам та інвалідам силових структур «ОМОФОР».
У листопаді 2014 р. в Читі, став переможцем «Командирських стартів — 2014» у Східному військовому окрузі ЗС РФ у категорії «командири з'єднань». Ввійшов до збірної округу, що представляла його на загальноросійських змаганнях у Москві.